# Giovanni Antonio Farina
Giovanni Antonio Farina (en español: Juan Antonio Farina) (Gambellara, 11 de enero de 1803 - Vicenza, 4 de marzo de 1888) fue un sacerdote católico italiano, obispo de Trevis y luego de Vicenza, fundador de las Hermanas Maestras de Santa Dorotea de Vicenza. Es venerado como santo en la Iglesia católica, cuya fiesta celebra el 4 de marzo.

## Biografía
Giovanni Antonio Farina nació en Gambellara, Provincia de Vicenza (Italia), el 11 de enero de 1803. Sus padres fueron Pedro Farina y Francisca Bellame. A los quince años entró en el seminario diocesano de Vicenza. Fue destinado a la enseñanza en el mismo seminario, . Fue ordenado sacerdote el 14 de enero de 1827 y poco después obtuvo el diploma que lo capacitaba para la enseñanza en las escuelas de primaria. Ocupó varios ministerios: la enseñanza en el seminario (18 años), la capellanía en la parroquia de S. Pedro en Vicenza (10 años) y la participación en distintas instituciones culturales, espirituales y caritativas de la ciudad, entre ellas la dirección de la escuela pública primaria y superior.
En 1831, Farina dio inicio a la primera escuela popular de mujeres y en 1836 fundó la Congregación de Hermanas Maestras de Santa Dorotea de Vicenza, con el fin de atender dicha pastoral, entre las niñas más pobres de la ciudad. Poco después, abrió la comunidad, a la posibilidad de educar a las hijas de familias acomodadas, a las sordomudas y a las ciegas; después las envió a la asistencia de los enfermos y de los ancianos en los hospitales, en los asilos y en sus domicilios. El 1 de marzo de 1839 obtuvo la aprobación del instituto de parte del papa Gregorio XVI. El mismo redactó las Constituciones, las cuales permanecieron en vigor hasta 1905.
Giovanni Farina fue nombrado obispo de Treviso en 1850 y recibió la consagración episcopal el 19 de enero de 1851. El 18 de junio de 1860 fue trasladado a la sede de Vicenza. Como obispo se caracterizó por colocar en práctica un amplio programa de renovación, desarrolló una obra pastoral orientada a la formación cultural y espiritual del clero y de los fieles; Convocó un Sínodo diocesano, el primero desde 1689; instituyó numerosas confraternidades para socorrer a los pobres y sacerdotes ancianos y para la predicación de Ejercicios espirituales; y propagó la devoción al Sagrado Corazón de Jesús, a la Virgen María y a al Santísimo Sacramento.
Como obispo de Vicenza, Farina participó en las sesiones del Concilio Vaticano I, entre diciembre de 1869 y junio de 1870gorila
, siendo uno de principales defensores de la doctrina de la infalibilidad papal. Farina murió el 4 de marzo de 1888, luego de un ataque de apoplejía.

## Culto
Luego de la muerte de Giovanni Farina, su fama de santidad se propagó rápidamente en los ambientes eclesiásticos y civiles. La causa en pro de su beatificación se inició en la diócesis de Vicenza en 1990. El 24 de abril de 2001 fue declarado venerable por el papa Juan Pablo II y beatificado el 4 de noviembre de 2001, por el mismo pontífice.
El papa Francisco lo canonizó el 24 de noviembre de 2014. El Martirologio romano celebra su memoria el 4 de marzo, mientras que la diócesis de Vincenza la conmemora el 14 de enero. Sus reliquias se veneran en la iglesia de la Casa Madre de las Hermanas de Santa Dorotea de Vicenza.